# Araujia
Araujia Brot., 1818 è un genere di piante della famiglia Apocynaceae (sottofamiglia Asclepiadoideae).

## Etimologia
Il nome del genere è un omaggio António de Araújo e Azevedo, primo conte di Barca (1754-1817), botanico amatoriale portoghese che condusse studi scientifici e esperimenti nel suo giardino botanico.

## Tassonomia
Il genere comprende le seguenti specie:
- Araujia angustifolia (Hook. & Arn.) Steud.
- Araujia brachystephana (Griseb.) Fontella & Goyder
- Araujia hassleriana (Malme) Fontella & Goyder
- Araujia herzogii (Schltr.) Fontella & Goyder
- Araujia megapotamica (Spreng.) G.Don
- Araujia odorata (Hook. & Arn.) Fontella & Goyder
- Araujia plumosa Schltr.
- Araujia scalae (Hicken) Fontella & Goyder
- Araujia sericifera Brot.
- Araujia stormiana Morong
- Araujia stuckertiana (Kurtz ex Heger) Fontella & Goyder
- Araujia subhastata E.Fourn.
- Araujia variegata (Griseb.) Fontella & Goyder